# Lista siturilor arheologice din județul Mureș - Ș
Lista siturilor arheologice din județul Mureș - Ș conține toate siturile arheologice din județul Mureș înscrise în Repertoriul Arheologic Național (RAN) și aflate în localități al căror nume începe cu litera Ș. RAN este administrat de Ministerul Culturii și Patrimoniului Național și cuprinde date științifice, cartografice, topografice, imagini și planuri, precum și orice alte informații privitoare la zonele cu potențial arheologic, studiate sau nu, încă existente sau dispărute.
Puteți căuta un sit din localitățile care încep cu litera Ș folosind formularul de mai jos sau puteți naviga prin toate siturile din județ la Lista siturilor arheologice din județul Mureș.
| Cod RAN                                | Denumire | Localitate                                              | Adresă             | Datare                  | Descoperit             | Coordonate                                    | Imagine           | Erori            |
| -------------------------------------- | --- | ------------------------------------------------------- | ------------------ | ----------------------- | ---------------------- | --------------------------------------------- | ----------------- | ---------------- |
| 118183.01.01 (Cod LMI: MS-I-s-B-15430) | Așezarea din epoca bronzului de la Șilea Nirajului - "Palota" / ansamblu anonim (Categorie: locuire civilă) (Tip: Așezare)    | sat Șilea Nirajului, comuna Măgherani                   | Palota             |                         |                        | 46°37′00″N 24°55′00″E / 46.61666°N 24.91667°E | Încărcați imagine | Raportați eroare |
| 119812.01 (Cod LMI: MS-I-s-B-15431)    | Situl arheologic de la Șincai - "Cetatea Păgânilor" (Categorie: locuire civilă) (Tip: așezare și necropolă)                   | sat Șincai, comuna Șincai                               | Cetatea Păgânilor  |                         |                        | 46°39′N 24°21′E / 46.65°N 24.35°E             | Încărcați imagine | Raportați eroare |
| 119812.01.01 (Cod LMI: MS-I-s-B-15431) | Situl arheologic de la Șincai - "Cetatea Păgânilor" / ansamblu anonim (Categorie: locuire civilă) (Tip: Așezare)              | sat Șincai, comuna Șincai                               | Cetatea Păgânilor  | Coțofeni                |                        | 46°39′N 24°21′E / 46.65°N 24.35°E             | Încărcați imagine | Raportați eroare |
| 119812.01.03 (Cod LMI: MS-I-s-B-15431) | Situl arheologic de la Șincai - "Cetatea Păgânilor" / ansamblu anonim (Categorie: locuire civilă) (Tip: Așezare)              | sat Șincai, comuna Șincai                               | Cetatea Păgânilor  |                         |                        | 46°39′N 24°21′E / 46.65°N 24.35°E             | Încărcați imagine | Raportați eroare |
| 119812.01.02 (Cod LMI: MS-I-s-B-15431) | Situl arheologic de la Șincai - "Cetatea Păgânilor" / ansamblu anonim (Categorie: locuire civilă) (Tip: Mormânt de inhumație) | sat Șincai, comuna Șincai                               | Cetatea Păgânilor  |                         |                        | 46°39′N 24°21′E / 46.65°N 24.35°E             | Încărcați imagine | Raportați eroare |
| 114658.01.01                           | Situl arheologic de la Albești - "Pârâului Pietros" / ansamblu anonim (Categorie: locuire) (Tip: Așezare)                     | sat Șapartoc, comuna Albești                            | Pârâul Pietros     | Coțofeni                |                        |                                               | Încărcați imagine | Raportați eroare |
| 114658.01.02                           | Situl arheologic de la Albești - "Pârâului Pietros" / ansamblu anonim (Categorie: locuire) (Tip: Așezare)                     | sat Șapartoc, comuna Albești                            | Pârâul Pietros     | Sighișoara - Wietenberg |                        |                                               | Încărcați imagine | Raportați eroare |
| 114658.01.03                           | Situl arheologic de la Albești - "Pârâului Pietros" / ansamblu anonim (Categorie: locuire) (Tip: Așezare)                     | sat Șapartoc, comuna Albești                            | Pârâul Pietros     |                         |                        |                                               | Încărcați imagine | Raportați eroare |
| 114658.01.04                           | Situl arheologic de la Albești - "Pârâului Pietros" / ansamblu anonim (Categorie: locuire) (Tip: Așezare)                     | sat Șapartoc, comuna Albești                            | Pârâul Pietros     | sec. II - III           |                        |                                               | Încărcați imagine | Raportați eroare |
| 114658.01.05                           | Situl arheologic de la Albești - "Pârâului Pietros" / ansamblu anonim (Categorie: locuire) (Tip: Așezare)                     | sat Șapartoc, comuna Albești                            | Pârâul Pietros     | sec. VII - VIII         |                        |                                               | Încărcați imagine | Raportați eroare |
| 114658.02.01                           | Situl arheologic de la Albești - "Lângă pod" / ansamblu anonim (Categorie: locuire civilă) (Tip: Așezare)                     | sat Șapartoc, comuna Albești                            | Lângă pod          |                         |                        |                                               | Încărcați imagine | Raportați eroare |
| 114658.02.02                           | Situl arheologic de la Albești - "Lângă pod" / ansamblu anonim (Categorie: locuire civilă) (Tip: Așezare)                     | sat Șapartoc, comuna Albești                            | Lângă pod          | sec. VII-XI             |                        |                                               | Încărcați imagine | Raportați eroare |
| 115218.01.01                           | Așezarea preistorică de la Șaeș - "Râpa dracului" / ansamblu anonim (Categorie: locuire civilă) (Tip: Locuire)                | sat Șaeș, comuna Apold                                  | Râpa dracului      |                         |                        |                                               | Încărcați imagine | Raportați eroare |
| 115218.02.01                           | Situl arheologic de la Șeaș - "La Peri" / ansamblu anonim (Categorie: locuire civilă) (Tip: Așezare)                          | sat Șaeș, comuna Apold                                  | La Peri            | Petrești                | E. Amlacher            |                                               | Încărcați imagine | Raportați eroare |
| 115218.02.02                           | Situl arheologic de la Șeaș - "La Peri" / ansamblu anonim (Categorie: locuire civilă) (Tip: Așezare)                          | sat Șaeș, comuna Apold                                  | La Peri            | Coțofeni                | E. Amlacher            |                                               | Încărcați imagine | Raportați eroare |
| 115218.03                              | Situl arheologic de la Șeaș - "Romrich" (Categorie: locuire civilă) (Tip: așezare)                                            | sat Șaeș, comuna Apold                                  | Romrich            |                         |                        |                                               | Încărcați imagine | Raportați eroare |
| 115218.03.01                           | Situl arheologic de la Șeaș - "Romrich" / ansamblu anonim (Categorie: locuire civilă) (Tip: Așezare)                          | sat Șaeș, comuna Apold                                  | Romrich            |                         |                        |                                               | Încărcați imagine | Raportați eroare |
| 115218.03.02                           | Situl arheologic de la Șeaș - "Romrich" / ansamblu anonim (Categorie: locuire civilă) (Tip: Așezare)                          | sat Șaeș, comuna Apold                                  | Romrich            | Sighișoara - Wietenberg |                        |                                               | Încărcați imagine | Raportați eroare |
| 115218.03.03                           | Situl arheologic de la Șeaș - "Romrich" / ansamblu anonim (Categorie: locuire civilă) (Tip: Așezare)                          | sat Șaeș, comuna Apold                                  | Romrich            |                         |                        |                                               | Încărcați imagine | Raportați eroare |
| 115218.04.01                           | Așezarea preistorică de la Șeaș - "La Ferma nr. 7" (a) / ansamblu anonim (Categorie: locuire civilă) (Tip: Așezare)           | sat Șaeș, comuna Apold                                  | La Ferma nr. 7 (a) | Petrești                |                        |                                               | Încărcați imagine | Raportați eroare |
| 115218.04.02                           | Așezarea preistorică de la Șeaș - "La Ferma nr. 7" (a) / ansamblu anonim (Categorie: locuire civilă) (Tip: Așezare)           | sat Șaeș, comuna Apold                                  | La Ferma nr. 7 (a) | Coțofeni                |                        |                                               | Încărcați imagine | Raportați eroare |
| 115218.05.01                           | Situl arheologic de la Șaeș - "La Ferma nr. 7" (b) / ansamblu anonim (Categorie: locuire civilă) (Tip: Așezare)               | sat Șaeș, comuna Apold                                  | La Ferma nr. 7 (b) |                         |                        |                                               | Încărcați imagine | Raportați eroare |
| 115218.05.02                           | Situl arheologic de la Șaeș - "La Ferma nr. 7" (b) / ansamblu anonim (Categorie: locuire civilă) (Tip: Așezare)               | sat Șaeș, comuna Apold                                  | La Ferma nr. 7 (b) | Petrești                |                        |                                               | Încărcați imagine | Raportați eroare |
| 115218.06                              | Tezaur de argint dacic (cu obiecte de podoabă) de la Șaeș - La Ferma nr. 7 (c) / ansamblu anonim (Categorie: depozit/tezaur)  | sat Șaeș, comuna Apold                                  | La Ferma nr. 7 (c) |                         |                        |                                               | Încărcați imagine | Raportați eroare |
| 115218.07.01                           | Situl arheologic de la Șaeș - "Intrare" (a) / ansamblu anonim (Categorie: locuire civilă) (Tip: Așezare)                      | sat Șaeș, comuna Apold                                  | Intrare (a)        | Coțofeni                |                        |                                               | Încărcați imagine | Raportați eroare |
| 115218.07.02                           | Situl arheologic de la Șaeș - "Intrare" (a) / ansamblu anonim (Categorie: locuire civilă) (Tip: Așezare)                      | sat Șaeș, comuna Apold                                  | Intrare (a)        | sec. II - III           |                        |                                               | Încărcați imagine | Raportați eroare |
| 115218.08                              | Tezaur monetar roman republican de la Șaeș - Intrare (b) / ansamblu anonim (Categorie: depozit/tezaur)                        | sat Șaeș, comuna Apold                                  | Intrare (b)        |                         |                        |                                               | Încărcați imagine | Raportați eroare |
| 115218.09.01                           | Așezarea de epoca bronzului - "Sub Dealul Cetății" / ansamblu anonim (Categorie: locuire civilă) (Tip: Așezare)               | sat Șaeș, comuna Apold                                  | Sub Dealul Cetății | Coțofeni                |                        |                                               | Încărcați imagine | Raportați eroare |
| 115218.10.01                           | Situl arheologic de la Șaeș - "In Wosen" / ansamblu anonim (Categorie: locuire civilă) (Tip: Așezare)                         | sat Șaeș, comuna Apold                                  | In Wosen           | Coțofeni                |                        |                                               | Încărcați imagine | Raportați eroare |
| 115218.10.02                           | Situl arheologic de la Șaeș - "In Wosen" / ansamblu anonim (Categorie: locuire civilă) (Tip: Așezare)                         | sat Șaeș, comuna Apold                                  | In Wosen           |                         |                        |                                               | Încărcați imagine | Raportați eroare |
| 115218.10.03                           | Situl arheologic de la Șaeș - "In Wosen" / ansamblu anonim (Categorie: locuire civilă) (Tip: Așezare)                         | sat Șaeș, comuna Apold                                  | In Wosen           | sec. VII - VIII         |                        |                                               | Încărcați imagine | Raportați eroare |
| 115218.11.01                           | Așezarea romană de la Șaeș - "Ieșire" / ansamblu anonim (Categorie: locuire civilă) (Tip: Așezare)                            | sat Șaeș, comuna Apold                                  | Ieșire             |                         |                        |                                               | Încărcați imagine | Raportați eroare |
| 119769.01.01                           | Așezarea neolitică de la Șăulia - Casa Șoiom / ansamblu anonim (Categorie: locuire civilă) (Tip: Așezare)                     | sat Șăulia, comuna Șăulia                               | Casa Șoiom         | Iclod                   |                        |                                               | Încărcați imagine | Raportați eroare |
| 119812.02.01                           | Așezarea eneolitică de la Șincai - "Mocirla" / ansamblu anonim (Categorie: locuire civilă) (Tip: Așezare)                     | sat Șincai, comuna Șincai                               | Mocirla            |                         |                        |                                               | Încărcați imagine | Raportați eroare |
| 114569.01.01                           | Așezarea neolitică de la Șoromiclea - "Ferma Șoromiclea" / ansamblu anonim (Categorie: locuire civilă) (Tip: Locuire)         | localitate componentă Șoromiclea, municipiul Sighișoara | Ferma Șoromiclea   | Petrești                | ing. Eberhard Amlacher |                                               | Încărcați imagine | Raportați eroare |
| 118183.02.01                           | Turnul roman de supraveghere de la Șilea Nirajului - "Pârâul Mierlei" / ansamblu anonim (Categorie: fortificație) (Tip: Turn) | sat Șilea Nirajului, comuna Măgherani                   | Pârâul Mierlei     | romană                  |                        |                                               | Încărcați imagine | Raportați eroare |
| 114569.02.01                           | Așezarea din epoca bronzului de la Șoromiclea - "Lângă Oldbrich" / ansamblu anonim (Categorie: locuire) (Tip: așezare)        | localitate componentă Șoromiclea, municipiul Sighișoara | Lângă Oldbrich     | Coțofeni                |                        |                                               | Încărcați imagine | Raportați eroare |
| 114569.02.02                           | Așezarea din epoca bronzului de la Șoromiclea - "Lângă Oldbrich" / ansamblu anonim (Categorie: locuire) (Tip: așezare)        | localitate componentă Șoromiclea, municipiul Sighișoara | Lângă Oldbrich     |                         |                        |                                               | Încărcați imagine | Raportați eroare |
| 114569.03.01                           | Situl arheologic de la Șoromiclea - "Valea Soromiclea" / ansamblu anonim (Categorie: locuire) (Tip: așezare)                  | localitate componentă Șoromiclea, municipiul Sighișoara | Valea Soromiclea   | Sighișoara - Wietenberg | O. Floca               |                                               | Încărcați imagine | Raportați eroare |
| 114569.03.02                           | Situl arheologic de la Șoromiclea - "Valea Soromiclea" / ansamblu anonim (Categorie: locuire) (Tip: așezare)                  | localitate componentă Șoromiclea, municipiul Sighișoara | Valea Soromiclea   |                         | O. Floca               |                                               | Încărcați imagine | Raportați eroare |
| 114569.03.03                           | Situl arheologic de la Șoromiclea - "Valea Soromiclea" / ansamblu anonim (Categorie: locuire) (Tip: așezare)                  | localitate componentă Șoromiclea, municipiul Sighișoara | Valea Soromiclea   | sec. VI-VIII d.Hr.      | O. Floca               |                                               | Încărcați imagine | Raportați eroare |